# Joseph T. Palastra Jr.

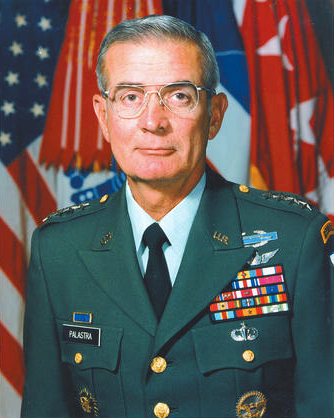
Joseph T. Palastra Jr.

Joseph Thomas Palastra Jr. (* 10. November 1931 in Kittery, York County, Maine; † 3. März 2015 in Highlandville, Christian County, Missouri) war ein Viersterne-General der United States Army. Er kommandierte unter anderem das I. Korps und den Großverband United States Army Forces Command.
Joseph Palastra war der Sohn von Joseph Palastra und dessen Frau Isabelle Lamson. Der Vater hatte während des Ersten Weltkriegs als Infanterist in der Armee und während des Zweiten Weltkriegs in der United States Navy gedient.
Der jüngere Joseph Palastra wurde zwar in Maine geboren wuchs aber in New Hampshire und auf Hawaii auf, wo er die High School absolvierte. Er trat zunächst der Reserve der US-Marine bei und bewarb sich gleichzeitig für einen Platz an der United States Naval Academy in Annapolis in Maryland und der United States Military Academy in West Point. Nachdem er von beiden Akademien angenommen wurde, entschied er sich schließlich für das Heer und damit für die Akademie in West Point. 
In den Jahren 1950 bis 1954 durchlief er diese Militärakademie. Nach seiner Graduation wurde er als Leutnant der Infanterie zugeteilt. In der Armee durchlief er anschließend alle Offiziersränge vom Leutnant bis zum Vier-Sterne-General.
Im Lauf seiner militärischen Karriere absolvierte Palastra verschiedene Kurse und Schulungen. Dazu gehörten unter anderem der Infantry Officer Basic Course, der Infantry Officer Advanced Course, das Command and General Staff College sowie das Air War College der United States Air Force. Außerdem erhielt er einen akademischen Grad von der Auburn University.
In seinen jüngeren Jahren absolvierte er den für Offiziere in den niederen Rangstufen üblichen Dienst in verschiedenen Einheiten und Standorten. Im weiteren Verlauf seiner Laufbahn kommandierte er Einheiten auf fast allen militärischen Ebenen. Zwischenzeitlich wurde er auch als Stabsoffizier eingesetzt. Schon Mitte der 1950er Jahre wurde er für einige Zeit nach Südvietnam versetzt, wo er in Phu Xuong als Leutnant ein von der CIA organisiertes Ausbildungslager leitete.
Im Jahr 1964 kehrte er nach Vietnam zurück um am dortigen Krieg teilzunehmen. Er kommandierte dort zwei zur Heeresfliegerei gehörende Einheiten. Nach einer zwischenzeitlichen Rückkehr in die Vereinigten Staaten, wo er das Command and General Staff College absolvierte, kehrte Palastra ein weiteres Mal nach Vietnam zurück, wo er Bataillonskommandeur im 12. Infanterieregiment wurde. Anschließend absolvierte er das Air War College und die Auburn University. Dann wurde er in verschiedenen Funktionen als Stabsoffizier im Pentagon verwendet.
Mit seiner Beförderung zum Brigadegeneral begann seine Zeit als Kommandeur größerer Militärverbände. Er wurde zunächst Kommandeur der 3. Brigade der 101. Luftlandedivision. Zwischen dem 20. Dezember 1978 und dem 5. Juli 1981 hatte Palastra, inzwischen als Generalmajor das Kommando über die 5. Infanteriedivision. Es folgte seine Versetzung nach Südkorea zur 8. Armee, deren Stabschef er für einige Zeit war. Danach war er in Hawaii Stabschef und stellvertretender Kommandeur des Verbands United States Pacific Command.
Vom 3. Juli 1984 bis zum 9. Juni 1986 kommandierte er das I. Korps in Fort Lewis im Bundesstaat Washington. Dann wurde er von Norman Schwarzkopf in dieser Funktion abgelöst. Anschließend kommandierte er bis 1989 den Großverband United States Army Forces Command in Fort McPherson in Georgia. Zu seinen Tätigkeiten als Stabsoffizier gehörte auch die eines Abteilungsleiters bei der Defense Intelligence Agency. Im Jahr 1989 ging Palastra in den Ruhestand.
Joseph Palastra verbrachte seinen Lebensabend zunächst auf einer Farm bei Myrtle im Bundesstaat Missouri. Später zog er nach Springfield und schließlich in den Ort Highlandville, wo er am 3. März 2015 verstarb. Der seit 1958 mit Eleanor Anne Rich verheiratete General wünschte sich eine Beisetzung im engsten Kreis ohne die üblichen öffentlichen zivilen und militärischen Trauerkundgebungen. Daher gab es seinem Wunsch entsprechend keine Trauerfeier im üblichen Sinn.

## Orden und Auszeichnungen
Joseph Palastra erhielt im Lauf seiner militärischen Laufbahn unter anderem folgende Auszeichnungen:
- Defense Distinguished Service Medal
- Army Distinguished Service Medal
- Silver Star
- Legion of Merit
- Bronze Star Medal
- Air Medal
- Meritorious Service Medal
- Presidential Unit Citation
- National Defense Service Medal
- Armed Forces Expeditionary Medal
- Army Service Ribbon
- Army Overseas Service Ribbon
- Gallantry Cross (Südvietnam)
- Vietnam Campaign Medal (Südvietnam)
- Combat Infantryman Badge